# Lizzy de Greef
Lizzy de Greef (* 7. April 2004 in Alphen aan den Rijn) ist eine niederländische Rollstuhltennisspielerin.

## Karriere
Lizzy de Greef wurde mit einem Klumpfuß geboren. Im Alter von sieben Jahren wurden ihr Klumpfuß amputiert, mit elf der rechte Unterschenkel. Nach dieser Operation begann sie mit dem Rollstuhltennis.
De Greef ist zweimalige Juniorenweltmeisterin und wurde im Februar 2020 Erste der Juniorenweltrangliste. Außerdem gewann sie 2020 und 2022 den ITF Wheelchair Junior of the Year award. Von 2018 bis 2022 war sie Teil des Juniorenteams der Niederlande beim World Team Cup.
Mit den Damen erreichte sie 2024 bei diesem Wettbewerb den zweiten Platz hinter China.
Lizzy de Greef nahm mehrfach bei Grand-Slam-Turnieren teil, konnte aber bisher erst eine Partie gewinnen. Bei den French Open 2024 besiegte sie die Französin Emmanuelle Mörch in zwei Sätzen.
Bei den Sommer-Paralympics 2024 in Paris unterlag sie in der ersten Runde Zhu Zhenzhen in drei Sätzen. Im Doppel konnte sie an der Seite von Jinte Bos die Erstrundenpartie gegen Abbie Breakwell und Lucy Shuker gewinnen. Die Niederländerinnen unterlagen im Viertelfinale den späteren Paralympics-Siegerinnen Yui Kamiji und Manami Tanaka.

## Leistungsbilanz bei den Grand-Slam-Turnieren

### Einzel
| Turnier         | 2023 | 2024 | 2025 | Karriere |
| --------------- | ---- | ---- | ---- | -------- |
| Australian Open | –    | 1    | VF   | VF       |
| French Open     | –    | VF   | VF   | VF       |
| Wimbledon       | –    | 1    | VF   | VF       |
| US Open         | 1    |      |      | 1        |

### Doppel
| Turnier         | 2023 | 2024 | 2025 | Karriere |
| --------------- | ---- | ---- | ---- | -------- |
| Australian Open | –    | VF   | VF   | VF       |
| French Open     | –    | VF   | VF   | VF       |
| Wimbledon       | –    | VF   | VF   | VF       |
| US Open         | VF   |      |      | VF       |

Zeichenerklärung: S = Turniersieg; F, HF, VF, AF = Einzug ins Finale / Halbfinale / Viertelfinale / Achtelfinale; 1, 2, 3 = Ausscheiden in der 1. / 2. / 3. Hauptrunde; nicht ausgetragen